# Mariano Palermo
Mariano Palermo (Maletto, 18 dicembre 1825 – Piazza Armerina, 9 febbraio 1903) è stato un vescovo cattolico italiano, vescovo di Lipari dal 1881 al 1887 e vescovo di Piazza Armerina dal 1887 alla morte.

## Biografia

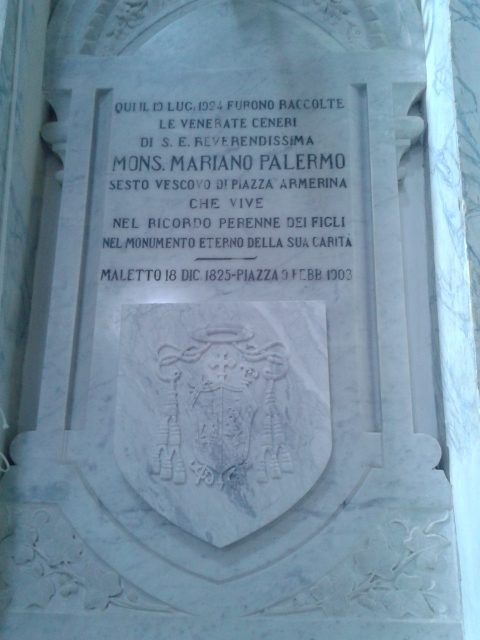
La tomba nella cattedrale di Piazza Armerina

Nasce a Maletto il 18 dicembre 1825 da Biagio e Margherita Mauro. Il padre e poi anche il fratello Giuseppe, furono sindaci di Maletto. Studia nel collegio borbonico di Bronte, poi Real Collegio Capizzi ed entra in seminario nel 1844 e viene ordinato sacerdote il 22 dicembre 1849. Subito dopo l'ordinazione viene nominato parroco di Maletto dove trova una comunità che il vescovo Felice Regano definisce "desolata vigna".
"La sua opera si indirizza subito verso l'educazione dei giovani fondando una scuola per ragazzi e ragazze, ove lui personalmente insegna. [...]".
In seguito il suo impegno, sempre costante verso i poveri ed i più bisognosi dell'area, assume carattere politico, così si "indirizza e suggerisce rimedi per le precarie condizioni economiche e sociali dei braccianti: all'uopo fonda l'Associazione Agricola Cattolica e nel 1866, sempre servendosi della valida collaborazione del diacono Antonino Schilirò (che, da sacerdote, gli succederà quale vicario foraneo e vice parroco dal 1881 al 1899), fonda tre confraternite: la Confraternita di Maria SS. della Misericordia, la Confraternita di Maria SS. del Lume e la più importante Arciconfraternita di Sant'Antonio di Padova che riflettono le tra principali classi sociali del paese e che danno mirabili frutti di collaborazione sociale". La sua attenzione alle dinamiche sociali e politiche della realtà che lo circonda deriva dal padre, già allora sindaco di Maletto, che insieme al fratello Giuseppe cooperarono nello sviluppo e crescita delle stesse; tanto che poi il fratello Giuseppe verrà eletto sindaco di Maletto anch'egli. "La sua figura è legata anche alla costruzione della Chiesa Madre, i cui lavori iniziati nel 1857 dopo polemiche e contrasti a volte aspri sulla scelta del luogo, continuarono in mezzo a mille difficoltà fino al 1877, quando il 3 giugno la nuova Chiesa viene consacrata al culto dall'Arcivescovo Giuseppe Benedetto Dusmet [...]". 
Papa Leone XIII nel concistoro del 1881 encomiando l'operato del Palermo, la definisce "Pelpulcram Ecclesiam".
Nel febbraio 1881 viene eletto, contro la sua volontà e malgrado la sua resistenza, vescovo di Lipari. Riceve la consacrazione episcopale a Caltanissetta dal vescovo Giovanni Battista Guttadauro di Reburdone.
Il 14 marzo 1887 viene eletto vescovo di Piazza Armerina lasciando grande dolore e vuoto a Lipari. Tale è la stima di cui subito gode che la baronessa Trigona (famiglia) di Geraci lo costituisce erede del suo ricco patrimonio da utilizzarsi in favore dei poveri di Piazza Armerina. In questi anni avrà al suo seguito don Mario Sturzo, fratello di don Luigi Sturzo, che poi sarà promotore e fondatore del Partito Popolare Italiano (PPI), che rappresentò per i cattolici italiani il ritorno organizzato alla vita politica e da cui, nel secondo dopo guerra, nacque la Democrazia Cristiana. Vista l'attenzione che il Palermo, e la sua famiglia con due sindaci di Maletto, avevano in ambito sociale e politico e vista l'influenza che egli esercitò nel pensiero di Mario Sturzo, come è possibile evincere dai suoi stessi scritti indirizzati al fratello, è ipotizzato che il pensiero dei due fratelli Sturzo fu sensibilmente influenzato dal Palermo, soprattutto, circa il funzionamento e la necessita di costituire confraternite e associazioni di stampo cattolico a scopo politico. 
Muore il 13 febbraio 1903 a Piazza Armerina. Mons. Mario Sturzo gli succederà quale vescovo e farà tumulare la salma nella cattedrale di Piazza Armerina, durante una processione che coinvolgerà l'intera popolazione piazzese nella quale era vivissimo il ricordo e l'opera del suo vescovo. A Maletto nel centro urbano viene intitolata l'anno seguente una via che porta il suo nome e nella chiesa madre viene installato un medaglione con la sua effigie e un'epigrafe, dettata dall'arciprete Antonino Schilirò nel 1928.

### La chiesa madre

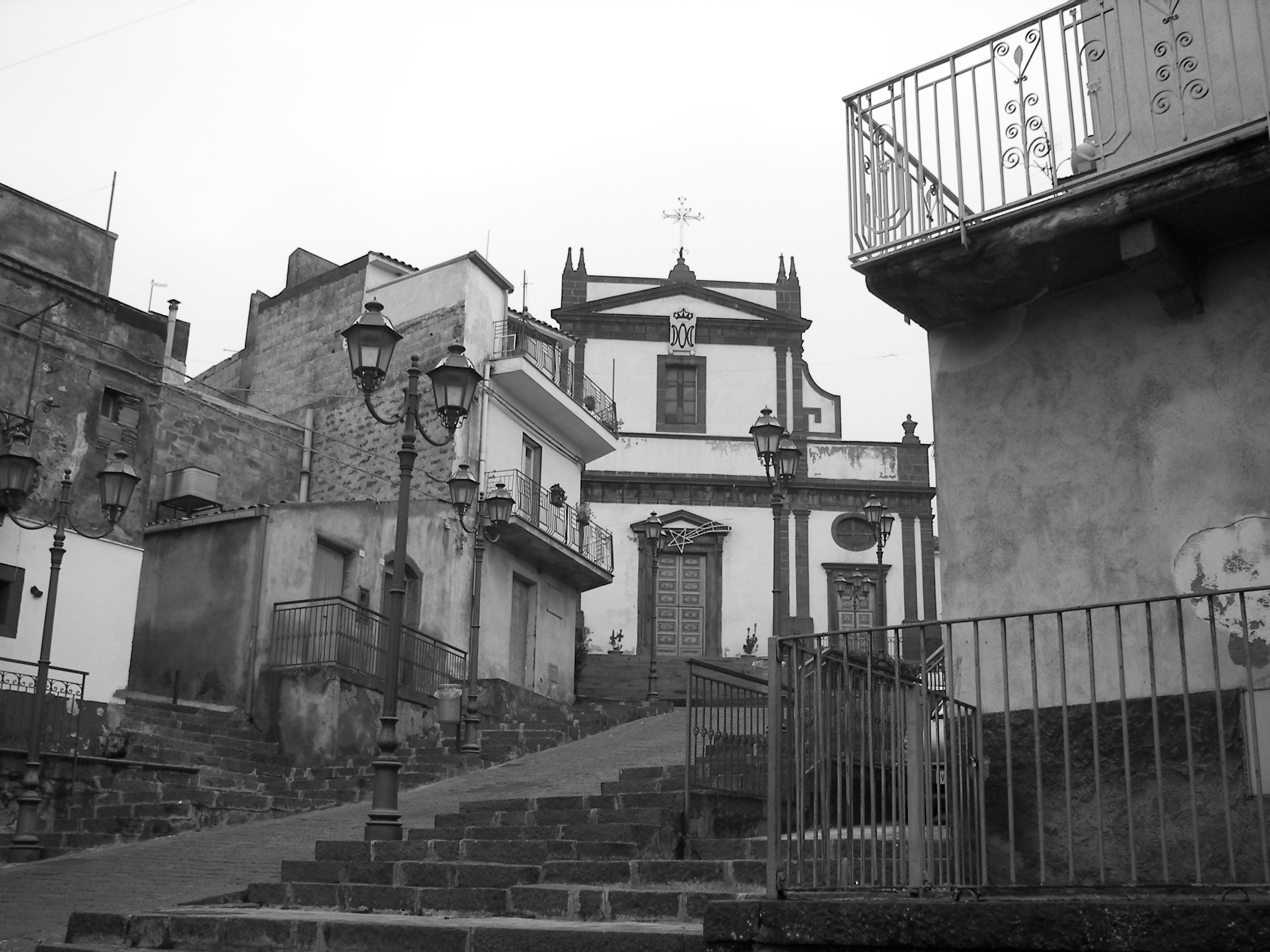
La scenografica chiesa madre di Maletto

Nell'agosto 1856 diede incarico all'architetto Raffaello Patané Contarini di Acireale di redigere il progetto, e avviò una sottoscrizione in cui i maggiorenti del paese si impegnavano a versare le somme necessarie. I più poveri parteciparono con il lavoro manuale. Il lavoro fu terminato e la chiesa fu benedetta il 3 giugno 1877 dedicandola ai SS. Cuori di Gesù e Maria. Mons. Palermo lasciò in una memoria di suo pugno la storia di questa impresa.

## Genealogia episcopale
La genealogia episcopale è:
- Cardinale Scipione Rebiba
- Cardinale Giulio Antonio Santori
- Cardinale Girolamo Bernerio, O.P.
- Arcivescovo Galeazzo Sanvitale
- Cardinale Ludovico Ludovisi
- Cardinale Luigi Caetani
- Cardinale Ulderico Carpegna
- Cardinale Paluzzo Paluzzi Altieri degli Albertoni
- Papa Benedetto XIII
- Papa Benedetto XIV
- Papa Clemente XIII
- Cardinale Marcantonio Colonna
- Cardinale Giacinto Sigismondo Gerdil, B.
- Cardinale Giulio Maria della Somaglia
- Cardinale Luigi Lambruschini, B.
- Cardinale Girolamo d'Andrea
- Vescovo Giovanni Battista Guttadauro di Reburdone
- Vescovo Mariano Palermo